# Františka Romana Radecká z Radče
Františka Romana, hraběnka Radecká z Radče, rozená hraběnka ze Strassoldo-Grafenbergu (10. května 1781 Tržič, 12. ledna 1854 Milán (?)) byla rakouská a slovinská šlechtična, hraběnka z Horního Kraňska ve Slovinsku v tehdejším Rakouském císařství, manželka českého šlechtice a polního maršálka Josefa Václava Radeckého z Radče.

## Původ
Pocházela ze starého furlanského rodu, známého již od 12. století, který žil především v Rakousku a v Itálii a již v raném novověku se rozdělil do tří rodových linií: Villanova, Graffenberg a Soffunberg, všichni byli povýšeni do hraběcího stavu roku 1641.

## Životopis
Narodila se v Tržiči v Horním Kraňsku jako nejstarší z jedenácti dětí c. a k. vojáka, generála pěchoty, Leopolda Lorenze Bartoloměje, hraběte ze Strassoldo-Grafenbergu a jeho manželky Marie Franzisky Romany Anny, hraběnky z Auersperga. Otec pocházel z Goricie ve Furlansku.. Vojákem byl také Františčin bratr Julius/Giulio, rakouský polní podmaršálek Julius Cesar ze Strassoldo-Grafenbergu.
5. dubna 1798 se provdala za českého šlechtice a rakouského polního maršála Josefa Václava Radeckého z Radče. Manželé žili postupně (střídavě či příležitostně) na statcích Josefa Václava Radeckého v Čechách (do roku 1801 Třebnice a Tvoršovice), podle manželových služebních povinností rovněž ve Vídni, do roku 1819 také na manželčině panství v Tržiči, v domě přestavěném ze zámku Neuhaus, který koupil Radecký společně s hradem Gutenbergem od své tchyně.  Až do její smrti užívali k bydlení Radeckého služební vilu guvernéra Rakouské říše (Villa reale) v Miláně.
Zemřela 12. ledna 1854.

## Potomci
Měli pět synů a čtyři dcery:
- Josef (1799-1837), nemanželská dcera Fridericke Wolter
- František Xaver (1800-1828)
- Karel Leopold (1804-1847)
- Theodor Konstantin (1813-1878); oženil se s Josefinou Schafarzikovou, jediný zanechal mužské potomky.
- Aloisie (Luisa) Anna Václava
- Františka Romana Alexandra
- Bedřiška (Frederika) Romana
- Bedřiška Vilemína (Frederika Wilhelmina)
- Antonín (1817-1847)